# Visconde de Vinhais
Visconde de Vinhais é um título nobiliárquico criado por D. Maria II de Portugal, por Decreto de 10 de Março de 1842, em favor de Simão da Costa Pessoa Pinto Cardoso, antes 1.° Barão de Vinhais e depois 1.° Conde de Vinhais.
Titulares
1. Simão da Costa Pessoa Pinto Cardoso, 1.° Barão, 1.° Visconde e 1.° Conde de Vinhais;
2. Manuel da Costa Pessoa Pinto Cardoso, 2.° Barão, 2.° Visconde e 2.° Conde de Vinhais.